# Mary Coke
Lady Mary Coke, född 1727, död 1811, var en engelsk författare. Hon är känd för sina efterlämnade brev och sin dagbok, som publicerades 1889 och som ger en bild av det samtida livet vid det brittiska hovet och överklassen under tidsperioden 1766–1774, och är särskilt uppmärksammad för sina personteckningar. 

## Biografi
Mary Coke var dotter till John Campbell, 2:e hertig av Argyll och Jane Warburton och gifte sig 1747 med Edward Coke, Viscount Coke (1719–1753). Äktenskapet var olyckligt, då maken höll henne fången på sin herrgård och hon som svar vägrade ha samlag med honom. Paret separerade 1750 och hon flyttade hem till sin mor. Efter sin makes död 1753, då hon blivit myndig och dessutom ärvt en förmögenhet efter sin far, levde hon ett oberoende liv och gifte aldrig om sig. 
Hon umgicks vid hovet och societetslivet, och hennes efterlämnade skrifter beskriver flera scener därifrån och samtida personteckningar. Hon gjorde också resor till Österrike och Frankrike. Hon var intresserad av politik och närvarade ofta vid åhörarplats i det brittiska parlamentet, under vilket hon bevittnade flera historiska scener. Mary Coke beskrivs som passionerad, stolt, allvarlig och varmhjärtad, men ska också ha saknat humor och varit en snobb, och hennes starka rojalism och förföljelsemani gjorde att hon ibland beskrevs mindre smickrande. 
Hennes brev från tiden 1766–1774 är främst ställda till hennes systrar. Hennes dagbok började 1766 och fortsatte fram till 1791, varefter det bara finns enstaka inlägg. 

## Verk
- Lady Mary Coke, The letters and journals of Lady Mary Coke, Volume 1, London, Kingsmead Bookshops, 1889